# Mart Bras
Martinus ("Mart") Rokes Bras (Rotterdam, 8 augustus 1950) is een voormalig Nederlands waterpolospeler.
Mart Bras nam eenmaal deel aan de Olympische Spelen, in 1972. Hij eindigde met het Nederlands team op een zevende plaats. Bras speelde voor VZC Veenendaal, waar hij ook trainer is geweest. Na zijn actieve waterpolocarrière was Bras actief als internationaal waterpoloscheidsrechter.
Mart Bras · 
Ton Buunk · 
Wim Hermsen · 
Hans Hoogveld · 
Evert Kroon · 
Hans Parrel · 
Wim van de Schilde · 
Ton Schmidt · 
Gijze Stroboer · 
Jan Evert Veer · 
Hans Wouda